# Michael Durant
Michael J. "Mike" Durant (* 23. července 1961, Berlin, New Hampshire, USA) je americký pilot, který byl v roce 1993 držen po 11 dní jako vězeň po náletu v Mogadišu. 
Byl členem 160. pluku pro speciální letecké operace (Special Operations Aviation Regiment, SOAR) v hodnosti Chief Warrant Officer 3. Do armádního důchodu odešel s hodností Chief Warranty Officer 4 Master Aviator helikoptéry Blackhawk ve 160. SOAR. Účastnil se operací Prime Chance, Just Cause, Desert Storm a Gothic Serpent. Ocenění, která získal, zahrnují Distinguished Service Medal, Distinguished Flying Cross s Oak Leaf Cluster, Bronze Star s Valor Device, Purple Heart, Meritorious Service Medal, tři Air Medals, POW Medal a mnoho dalších.

## Život a kariéra
Durant, původem z Berlina v New Hampshire, je synem Leona a Louise Durantových. Do armády USA vstoupil v srpnu 1979. Po základním výcviku navštěvoval Jazykový institut obrany (Defense Language Institute) a byl zařazen do 470. vojenské rozvědky ve Fort Clayton v Panamě. Poté absolvoval výcvik pilota helikoptéry ve Fort Rucker v Alabamě. V letecké škole létal na trenažéru TH-55 a s helikoptérami UH-1.
Po jmenování do hodnosti Warrant Officer 1 v listopadu 1983 absolvoval Letecký kvalifikační kurz (Aviators Qualification Course) pro UH-60 Blackhawk a byl zařazen do 377. Lékařské evakuační roty (Medical Evacuation Company) v Soulu v Jižní Koreji. Když mu bylo 24 let, měl nalétáno již přes 50 záchranných misí v UH-1 a UH-60. Po 18 měsících byl převelen ke 101. Leteckému batalionu (Aviation Battalion) ve Fort Campbell v Kentucky. V hodnosti Chief Warrant Officer 2 se zúčastnil instruktorského pilotního kurzu a podnikal nálety v UH-60. Durant se připojil ke 160. pluku pro speciální letecké operace 1. srpna 1988. Po přiřazení k Rotě D vykonával povinnosti jako velitel letky a pilot-instruktor. Jako pilot helikoptéry s úkolem ničit odpalovací zařízení raket SCUD se účastnil bojových operací Prime Chance, Just Cause a Desert Storm (Pouštní bouře).
V průběhu operace Gothic Serpent byl Durant pilotem Super Six Four, druhé helikoptéry MH-60L Blackhawk, která byla sestřelena 3. října 1993 při bitvě v Mogadišu. Helikoptéra byla zasažena do zadní části střelou z RPG, což mělo za následek její zřícení zhruba míli jihozápadně od cíle operace.
Durant a další tři členové posádky, Bill Cleveland, Ray Frank a Tommy Field, i přes těžká zranění pád přežili. Durant utrpěl zlomeninu nohy a těžké poranění zad. Dva odstřelovači z Delta Force, Gary Gordon a Randy Shughart, je ze vzduchu kryli palbou na nepřátelské Somálce, kteří se na místo začali sbíhat. Oba byli dobrovolně vysazeni a podařilo se jim odrazit postupující Somálce, přičemž jich asi 25 zabili. Poté jim došla munice a byli obklíčeni a zabiti spolu s Clevelandem, Frankem a Fieldem. Gordon i Shughart byli za tento čin posmrtně vyznamenáni Medailí cti (Medal of Honor).
Somálci Duranta zajali a drželi jej jako zajatce. Durant byl jediným členem posádky, který přežil. Během věznění se o něj staral Abdullahi "Firimbi" Hassan, ministr propagandy somálského generála Mohameda Farraha Aidida. Po jedenácti dnech v zajetí byl Durant spolu s dalším vojenským zajatcem z Nigérie Aididem propuštěn do péče Mezinárodní Rady Červeného kříže.
Po osvobození se Durant zotavil a pokračoval v letech s 160. SOAR. Durant odešel do důchodu v roce 2001 s více než 3 700 nalétanými hodinami, z čehož více než 1 400 hodin zahrnovalo lety s užitím brýlí pro noční vidění. Nyní nabízí semináře pro vojenský personál o manévrování s helikoptérou a operace CSAR (Combat Search and Rescue).
Durant nabízí besedy o náletech v Somálsku a zkušenostech, které získal v zajetí. Vedl také rozsáhlé debaty s hercem Ronem Eldardem, který jej ztvárnil ve filmu Black Hawk Down, jenž mapuje události náletu.
V roce 2003 publikoval Durant knihu In the Company of Heroes (Ve společnosti hrdinů), ve které popisuje svou vojenskou kariéru a zajetí.
Durant byl členem týmu veteránů Bush-Cheney '04 a McCain '08. Z této pozice kritizoval předpokládaného demokratického kandidáta pro prezidentské volby Baracka Obamu za zrušení plánované návštěvy amerických obětí válek v Afghánistánu a Iráku v Landstuhl Regional Medical Center (LRMC) poblíž letecké základny Ramstein v Německu. Durant řekl, že to považuje za nevhodné pro potenciálního vrchního velitele ozbrojených sil, zejména, když se sám Durant v LRMC zotavoval ze svých zranění.
Durant je držitelem bakalářského titulu z profesionální aeronautiky a titulu MBA z leteckého managementu z Embry-Riddle Aeronautical University. Je vlastníkem a prezidentem CEO Pinnacle Solutions, společnosti poskytující strojírenské služby v Huntsville v Alabamě.
Durant má spolu se svou ženou Lisou 6 dětí.